# الرومانية الكاثوليكية في الفلبين

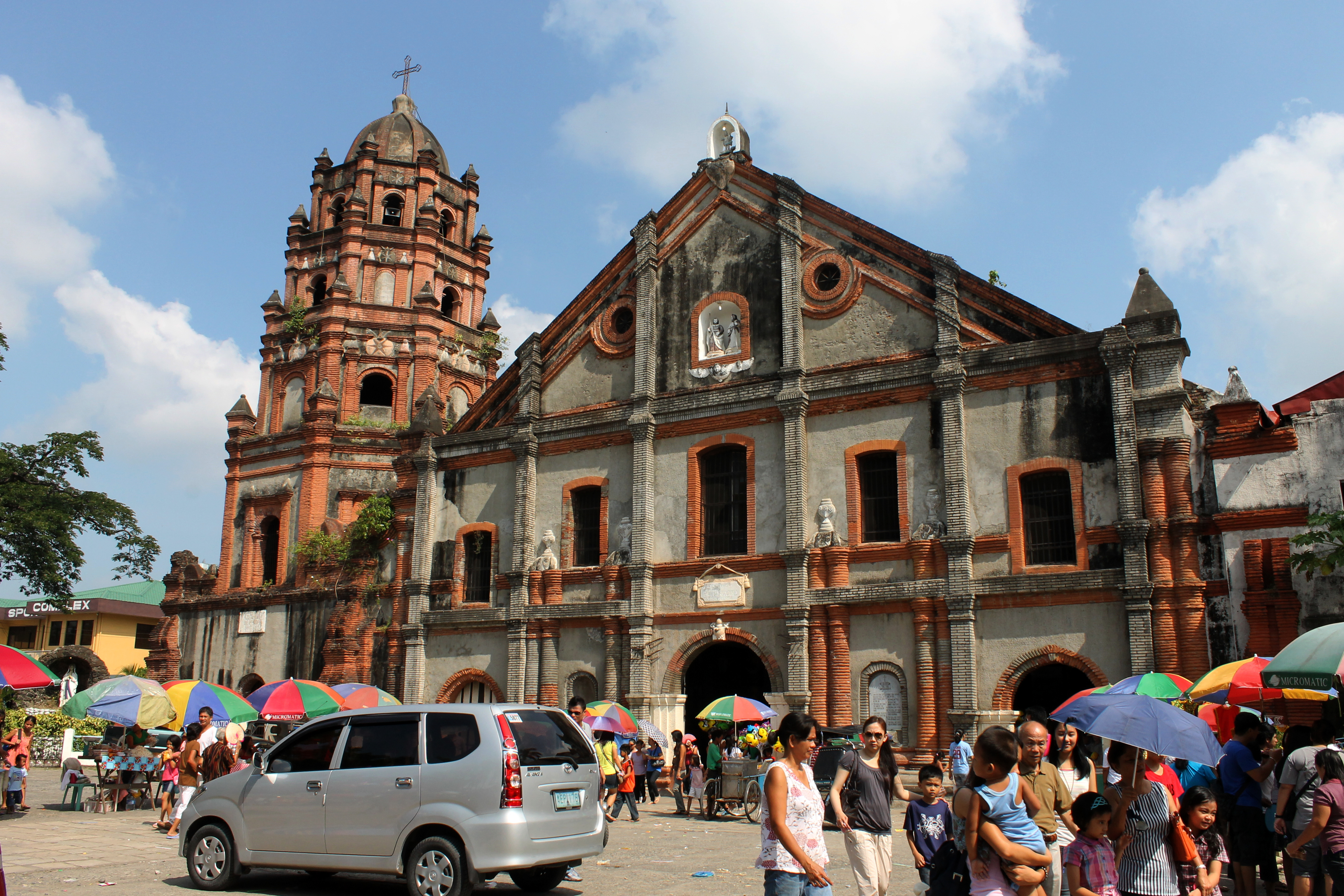
واجه كنيسة كالاسياو والتي بنيت على النمط الباروكي عام 1588.

الكنيسة الكاثوليكية الفلبينيَّة هي جزء من الكنيسة الكاثوليكية العالمية في ظل القيادة الروحية للبابا في روما ومجلس الأساقفة الفلبين، وفقاً لتعداد السكان عام 2015 يشكل الكاثوليك حوالي 82.9% من مجمل السكان أي حوالي 84 مليون نسمة، وتحوي الفلبين خامس أضخم تجّمع مسيحي في العالم وثالث أضخم تجمع كاثوليكي في العالم بعد البرازيل والمكسيك. إدارياً تنقسم الكنيسة الكاثوليكية في الفلبين إلى 72 أبرشية في ستة عشرة مقاطعة كنسيَّة، بالإضافة إلى سبعة نيابات رسوليَّة. ولدى الفلبين تقاليد كاثوليكية هسبانيَّة مهمة، حيث أنَّ الكاثوليكية ذات النمط الإسباني مغروسة في الثقافة المحلية، التي تم تثبيتها من خلال الكهنة أو الرهبان. وقد زار البلاد ثلاثة بابوات وهم البابا بولس السادس عام 1970، والبابا يوحنا بولس الثاني عام 1981 وعام 1995، والبابا فرنسيس عام 2015. وتعد العاصمة مانيلا أكبر مدينة كاثوليكية في آسيا والثالثة في العالم بعد مدينة مكسيكو وساو باولو، حيث أنَّ 93.5% من سكان العاصمة من الكاثوليك.
للكنيسة الكاثوليكية تأثير كبير على المجتمع الفلبيني والسياسة المحليَّة، أحد الأحداث النموذجية هو دور التسلسل الهرمي الكاثوليكي خلال الثورة الشعبية السلمية عام 1986. وذلك بعدما قام رئيس أساقفة مانيلا جايمي سين، بمناشدة الجمهور عبر الراديو بالتجمع على طول الشارع في دعم قوات المتمردين. واستجاب نحو سبعة ملايين شخص للدعوة بين يوم 22 ويوم 25 فبراير، وأجبرت الاحتجاجات غير العنيفة بنجاح اجبار الرئيس فرديناند ماركوس على الاستقالة من السلطة والخروج إلى المنفى في هاواي. العديد من العطلات الكاثوليكية ذات أهمية ثقافية وتعد مناسبات عائلية هامة، وأهمها عيد الميلاد، والذي يتضمن احتفالات رأس السنة الميلادية، وأسبوع الآلام والذي قد يحدث في شهر مارس أو أبريل. في شهر نوفمبر من كل عام، تحتفل العائلات الفلبينية بيوم جميع القديسين على شرف القديسين والأموات، ويتم زيارة وتنظيف قبور الأسلاف وتقديم الصلوات والولائم. تضع الثقافة الفلبينيَّة الكاثوليكية قيمة عالية للأسرة، وتحبذ الثقافة الكاثوليكية الفلبينيَّة على إنجاب الأطفال باعتبارهم من أهم القيم في الحياة الأسرية. غالبَا ما تميل الأسر المسيحيَّة الفلبينيَّة إلى أن تكون متماسكة ولديها علاقات متينة مع الأسرة الموسعة والتي تشمل الأقرباء، تٌرّكز الثقافة المسيحية الفلبينيَّة على دور الأجداد في تنشئة الأطفال.